# Love Machine (canción de Girls Aloud)
«Love Machine» —en español: «Máquina de Amor» es una canción interpretada por la banda pop británico Girls Aloud, la cual hace parte de su segundo álbum What Will the Neighbours Say? del (2004). La canción fue escrita por Miranda Cooper, Brian Higgins y su equipo de producción Xenomania, y producida por Higgins y Xenomania. Tiene una letra divertida acerca de la guerra de los sexos y una pista de fondo inspirado por The Smiths. 
Fue lanzada como sencillo en septiembre de 2004 siguiendo el éxito recurrente en el UK Singles Chart obteniendo un top tres en las listas."Love Machine" fue promovido a través de numerosas presentaciones en vivo y desde entonces ha estado en cada una de las giras de Aloud.

## Antecedentes y composición
La canción está escrita en Do mayor, con una firma de tiempo en tiempo común y un ritmo de 88 beats por minuto Los rango vocales van desde la F3 a B4 La progresión de acordes varía a lo largo de la canción, pero los acordes utilizados son G, F, E, D, Bb, y C. La canción sigue libremente verso-coro formulario. Después de cada verso, hay una construcción, un puente de ritmo más lento y luego el coro. La canción termina con una medio 8 y un outro.

## Formatos y remixes
| UK CD1 (Polydor / 9867983) 1. «Love Machine» — 3:25 2. «The Show» (Flip & Fill Remix) — 5:35 UK CD2 (Polydor / 9867984) 1. «Love Machine» — 3:25 2. «Love Machine» (Gravitas Disco Mix) — 7:30 3. «Androgynous Girls» (Cooper, Higgins, Powell, Coler, Cowling, Lee) — 4:39 4. «Love Machine» (video) — 3:39 5. «Love Machine» (karaoke video) — 3:39 6. «Love Machine» (game) — 3:39 UK 7" picture disc 1. «Love Machine» — 3:25 2. «Love Machine» (Tony Lamezma Mix) — 6:15 | The Singles Boxset (CD6) 1. «Love Machine» — 3:25 2. «The Show» (Flip & Fill Remix) — 5:35 3. «Love Machine» (Gravitas Disco Mix) — 7:30 4. «Androgynous Girls» — 4:39 5. «Love Machine» (Tony Lamezma Mix) — 6:15 6. «Love Machine» (video) — 3:39 7. «Love Machine» (karaoke video) — 3:39 8. «Love Machine» (game) — 3:39 |

## Posicionamiento en listas
| Listas (2004)                      | Posiciones |
| ---------------------------------- | ---------- |
| Irlanda (IRMA)                     | 9          |
| Países Bajos (Mega Single Top 100) | 52         |
| Reino Unido (UK Singles Chart)     | 2          |